# Чортківське вище професійне училище
Державний навчальний заклад «Чортківське вище професійне училище» — професійний заклад вищої освіти, що знаходиться в смт Заводському Чортківського району Тернопільської області України.

## Відомості про училище

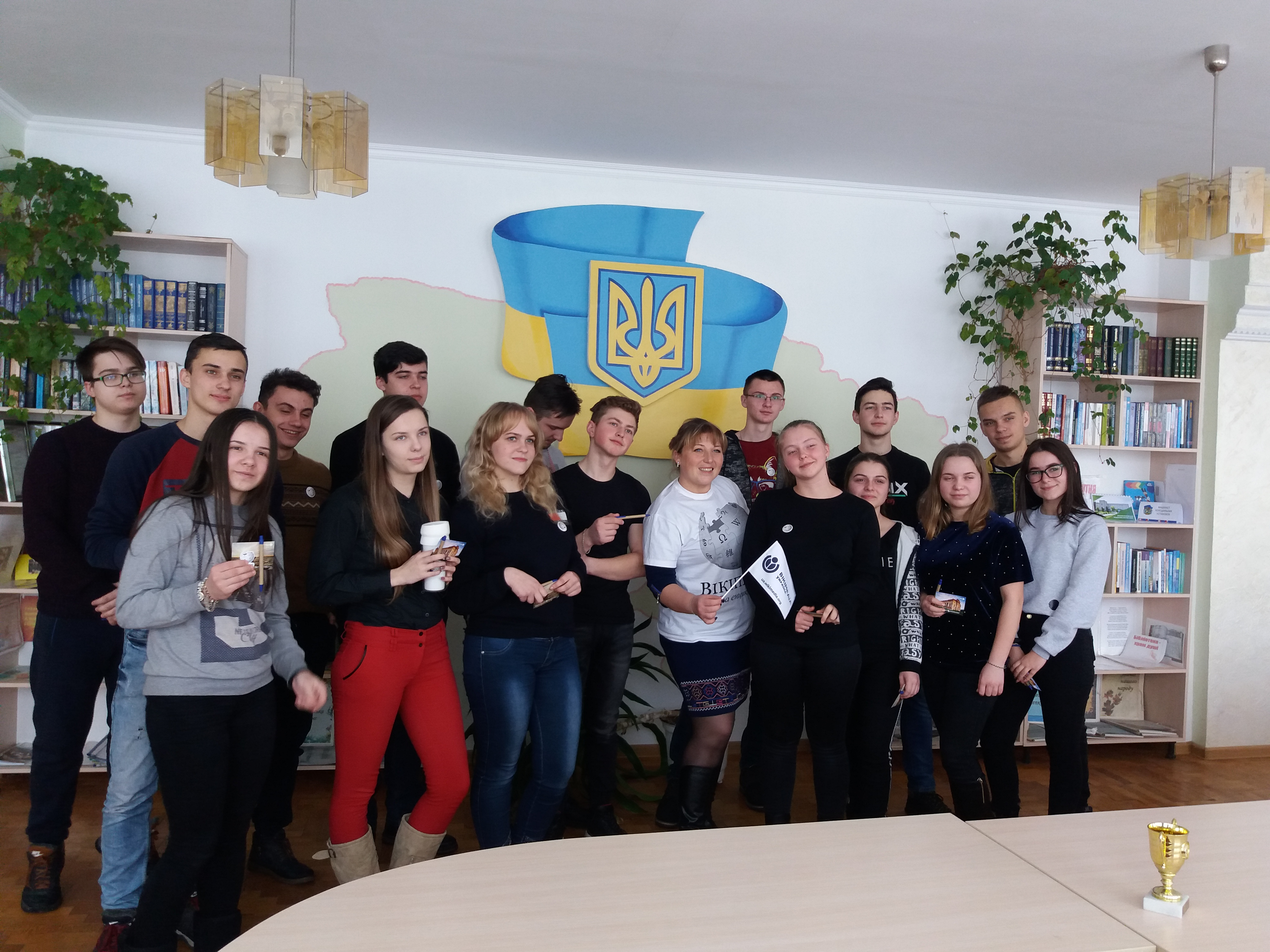
Проведення Вікімарафону в Чортківському вищому професійному училищі

Відповідно до наказу Тернопільського обласного управління освіти від 20 липня 1984 р. № 131 створена філія Середнього професійно-технічного училища № 22 смт Товсте Заліщицького району у смт Заводське Чортківського району, яка наказом Державного комітету професійно-технічної освіти Української РСР попрофесійно-технічній освіті № 152 від 4 серпня 1985 року реорганізована та їй встановлено повне найменування: Середнє професійно-технічне училище № 29 м. Чортків.
Згідно із наказом Міністерства народної освіти України від 30 квітня 1992 р. № 76 Середнє професійно-технічне училище № 29 м. Чортків реорганізовано у Чортківське училище-радгосп, що наказом Міністерства освіти України 19 липня 1993 р. № 260 перейменовано у Чортківське професійне училище-агрофірму, яке наказом Міністерства освіти України від 3 жовтня 1996 р. № 321 реорганізовано та йому встановлено повне найменування: Професійно-технічне училище № 29 м. Чортків.
Згідно із наказом Міністерства освіти і науки України від 4 жовтня 2002 р. № 561 Професійно-технічне училище № 29 смт Заводське реорганізовано та йому встановлено повне найменування: Чортківське вище професійне училище Тернопільської області.
Згідно із наказом Міністерства освіти і науки України від 2 серпня 2010 р. № 783 Чортківське вище професійне училище перейменовано та йому встановлено повне найменування Державний навчальний заклад «Чортківське вище професійне училище».
Відповідно до наказу Міністерства освіти і науки України від 4 липня 2016 р. № 774 припинено ДНЗ «Буданівський професійний ліцей» шляхом приєднання до ДНЗ «Чортківське ВПУ».
У 2007 р. наказом Міністерства освіти України № 611 театральному колективу «Нічлава» присвоєно почесне звання «Народний художній колектив».
У 2009 р. почало виходити видання «Alma-mater». Головний редактор — Надія Сасанчин; 2010 р. видання «Alma-mater» училища здобуло перемогу в номінації «Краща газета ПТНЗ».
У 2015 р. на першому Міжнародному конкурсі-фестивалі мистецтв «Зірка України», який проходив у м. Хмельницькому, танцювальний ансамбль «Юність» став лауреатом I премії; 2016 р. ансамблю «Юність» присвоєно звання «Зразковий художній колектив»; 3—5 травня ансамбль «Юність» стає дипломантом XI Міжнародного конкурсу-фестивалю «Закарпатський Едельвейс-2016»; 24 травня він стає лауреатом «Україна — єдина родина»; 25 травня однойменний ансамбль стає знову лауреатом творчого конкурсу серед вищих навчальних закладів під гаслом «Борімося — поборемо, нам Бог помагає»; 25 листопада 2017 р. зразковий ансамбль народного танцю «Юність» підкорив сцену у Львові на VI міжнародному конкурсі-фестивалі мистецтв «Зірка України 2017», за презентування танцю «Ой, Марічко чічері», зайняв найвищу нагороду конкурсу — диплом I ступеня, Гран-прі та кубок переможця; 25 березня 2019 р. зразковий ансамбль народного танцю «Юність» взяв участь у Всеукраїнському конкурсі-фестивалі мистецтв в м. Яремче «Весняний первоцвіт Карпат». На цьому конкурсі танцювальний колектив Чортківського ВПУ отримав найвищу нагороду: два дипломи та гран-прі у номінації хореографічне мистецтво: «Дубо-танець» та «Полька-Українка».
9 червня 2017 р. відкрита професія «Монтажник санітарно-технічних систем та устаткування».
24 жовтня 2017 р. відбулися навчально-практичні навчання з тактичної медицини за участі Тернопільського державного медичного університету ім. І. Я. Горбачевського.
16 січня 2018 р. училище отримало III місце, відповідно до спільного рішення журі та оргкомітету Всеукраїнського огляду-конкурсу професійно-технічних навчальних закладів на кращу організацію роботи з охорони праці.

## Професії

### На базі 9 класів (з отриманням середньої освіти)
Термін навчання 3 роки, II ступінь
- Монтажник санітарно-технічних систем та устаткування; монтажник гіпсокартонних конструкцій;[17]
- Штукатур, лицювальник-плиточник маляр;
- Муляр, штукатур, маляр;
- Опоряджувальник будівельний (штукатур; маляр; лицювальник-плиточник; монтажник гіпсокартонних конструкцій);
- Оператор комп'ютерного набору; касир торговельного залу; продавець продовольчих товарів;
- Кухар, кондитер;
- Кухар, офіціант, бармен;
- Оператор з обробки інформації та програмного забезпечення;
- Тракторист-машиніст с/г виробництва (категорія A1, A2, B1); слюсар з ремонту с/г машин та устаткування (III розряд); водій автотранспортних засобів (категорії С1, С).

Учні, які успішно закінчують навчання на II ступені і успішно пройшли випробування, продовжують навчання на III ступені (термін навчання один рік) і отримують високі робітничі розряди (V п'ятий) з таких професій:
- Штукатур, лицювальник-плиточник маляр;
- Муляр, штукатур, маляр;
- Кухар, кондитер;
- Кухар, офіціант, бармен;[18]

### На базі 11 класів
Термін навчання 2 роки
- Кухар (5 розряд), термін навчання 1 рік 6 місяців;
- Машиніст холодильних установок (5 розряд), термін навчання 1 рік.

## Педагогічний колектив
Директорами училища в різний час працювали Євген Воробець, Б. І. Павлюк. Станом на вересень 2017 директор училища — Олег Іванілов.
Заступниками директора працюють: Світлана Євгенівна Візнюк (з навчально-виробничої роботи), Ольга Петрівна Нефьодова (з навчальної роботи), Сергій Миколайович Карпик (з навчально-виховної роботи).
Педагогічний колектив училища налічує понад сімдесят викладачів, серед яких 22 викладачі з вищою кваліфікаційною категорією, 3 викладачі-методисти, 11 старших викладачів.
Із тридцяти семи майстрів виробничого навчання 15 мають вищу освіту, 22 мають базову вищу та середню спеціальну освіту і відповідні робітничі розряди.

## Матеріальна база

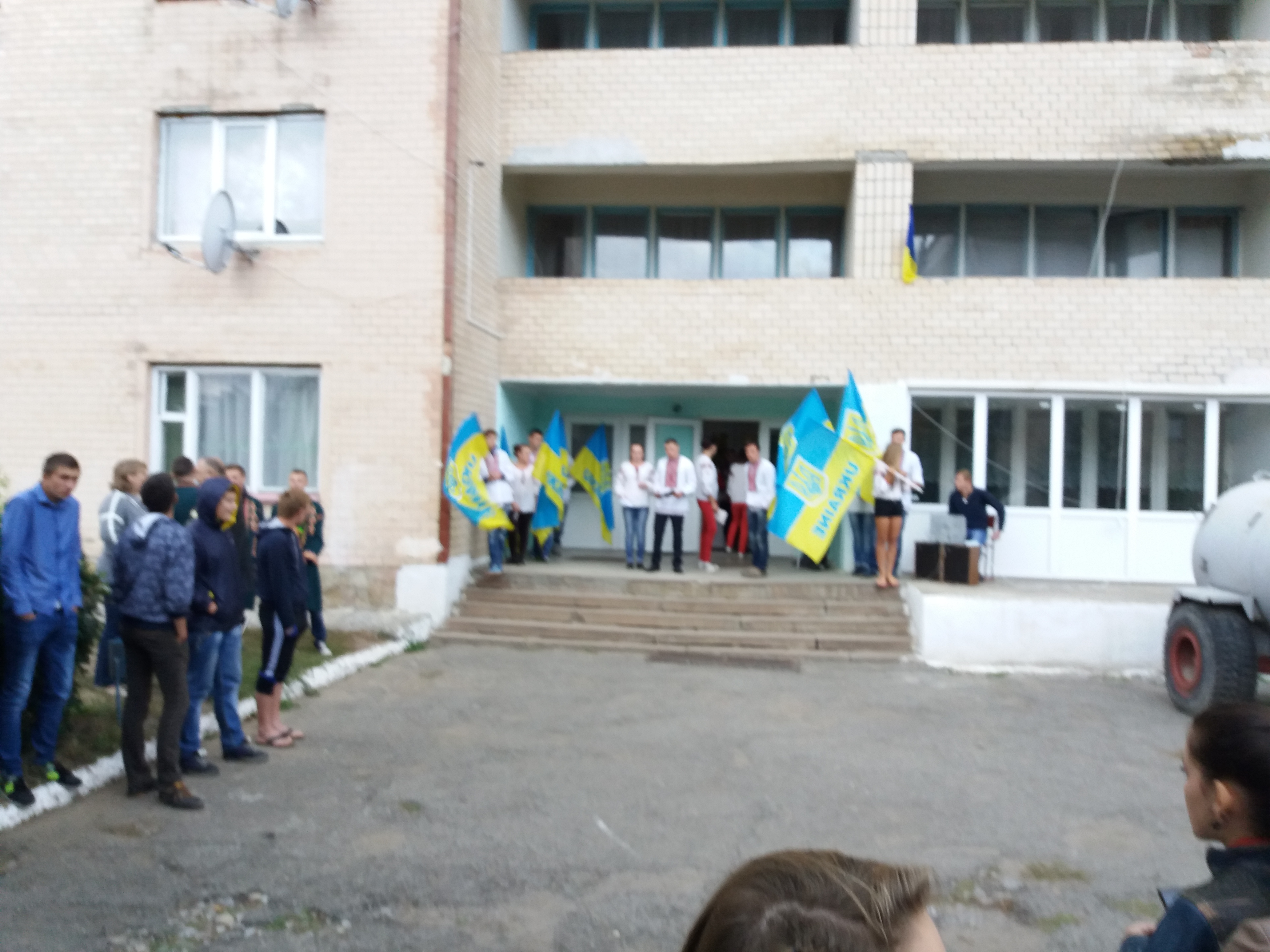
Гуртожиток ДНЗ «Чортківське ВПУ»

Функціонують 25 навчальних кабінетів, 5 лабораторій, 6 майстерень, 2 комп'ютерних класи, кухня-лабораторія, бар-лабораторія, учнівські гуртожитки на 400 місць, гаражі, спортивний зал, 2 тренажерних зали, їдальня, актовий зал, бібліотека з читальним залом.

## Відомі випускники
Нині випускниками училища є вже більше 7 тисяч осіб, серед них:
- Назарій Кирилюк (1995—2022) — український військовослужбовець, учасник російсько-української війни;
- Роман Кійонко (?—2022) — український військовослужбовець, учасник російсько-української війни;
- Петро Лісовий (1980—2022) — український військовослужбовець, учасник російсько-української війни;
- Олексій Лось (?—2022) — український військовослужбовець, учасник російсько-української війни;
- Віктор Штурма (?—2022) — український військовослужбовець, учасник російсько-української війни.